# گانیش، پاکستان
گانیش (به انگلیسی: Ganish) یک منطقهٔ مسکونی در پاکستان است که در ناحیه هونزه نگر واقع شده‌است. گانیش ۲٬۲۴۰ متر بالاتر از سطح دریا واقع شده‌است.